# Domingo Prat

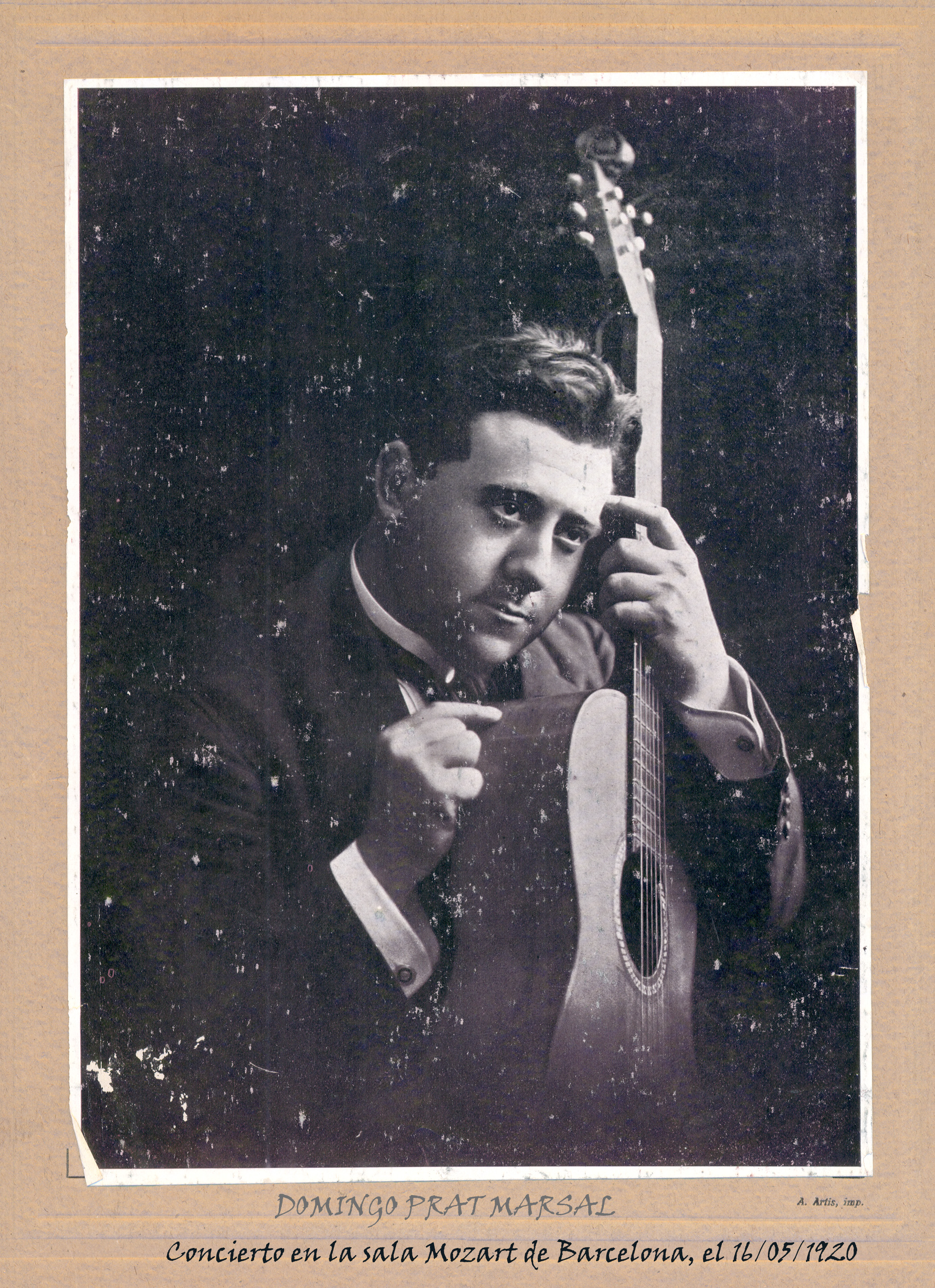
Domingo Prat Marsal, ca. 1920

Domingo Prat Marsal (* 17. März 1886 in Barcelona; † 22. November 1944 in Buenos Aires) war ein spanischstämmiger argentinischer Gitarrist, Komponist und Musikpädagoge.

## Leben
Prat wurde als Sohn des Amateurgitarristen Tomás Prat Puig geboren. An der Escuela Municipal de Música in Barcelona erhielt er seine erste musikalische Ausbildung. Er studierte von 1898 bis 1904 Gitarre bei Miguel Llobet und Francisco Tárrega. 1904 zog er nach Argentinien und ließ sich 1907 in Buenos Aires als Gitarrenlehrer nieder. Er verbreitete dort die Tárrega-Schule. Domingo Prat war ab 1909 mit der Gitarristin Carmen Farré Ors de Prat, Tochter von León Farré Duro, verheiratet, die für ihn als Mitarbeiterin tätig war.
1934 veröffentlichte er das lexikographisch nicht durchgehend objektive, doch heute noch als Standardwerk genutzte „Diccionario de Guitarristas“ in einer auf 1605 Exemplare limitierten Auflage. Durch sein Wirken wurde er neben Julio Salvador Sagreras zum wichtigsten Gitarristen in Buenos Aires zu Beginn des 20. Jahrhunderts. Prat eröffnete ein Konservatorium in Haedo und unterrichtete viele namhafte Gitarristen, so auch María Luisa Anido (ab 1914).

## Werk
- Domingo Prat: Diccionario biografico, bibliografico, historico, critico de guitarras, guitarristas y guitarreros. Romero y Fernandez, Buenos Aires 1934; Neudruck, Editions Orphée, Columbus (Ohio) 1986. Digitalisat der Originalausgabe (Ex. 1247) der Bibliothèque de Genève